# Ochsenhausen
Ochsenhausen – miasto w Niemczech, w kraju związkowym Badenia-Wirtembergia, w rejencji Tybinga, w regionie Donau-Iller, w powiecie Biberach, siedziba wspólnoty administracyjnej Ochsenhausen. Leży w Górnej Szwabii, nad rzeką Rottum, ok. 15 km na wschód od Biberach an der Riß, przy drodze krajowej B312.

## Zabytki
- Opactwo cesarskie Ochsenhausen – klasztor benedyktynów (XII wiek), przebudowany w stylu barokowym. Jeden z głównych zabytków szlaku architektury barokowej Górnej Szwabii (Oberschwäbische Barockstraße).

## Galeria

Architektura kościelna w Ochsenhausen
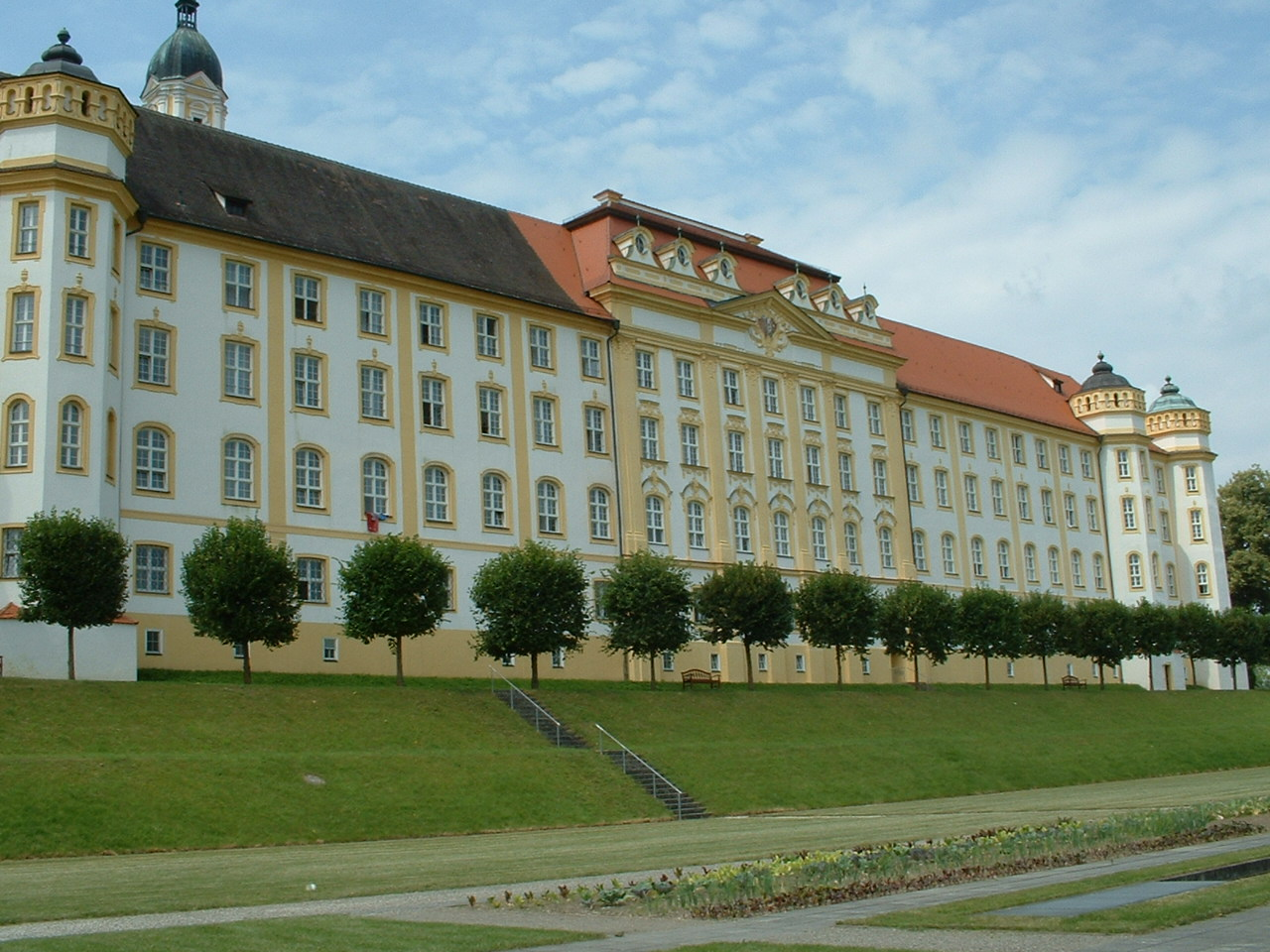
Klasztor Ochsenhausen
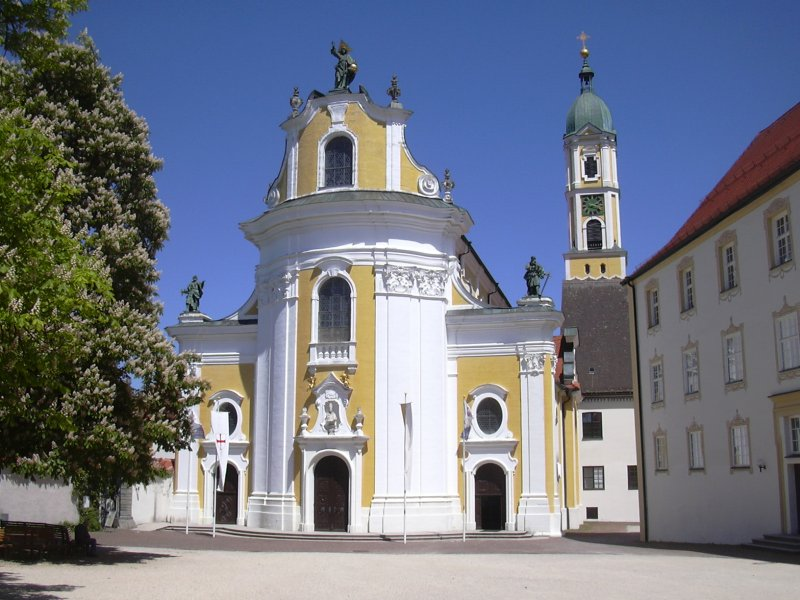
Kościół klasztorny
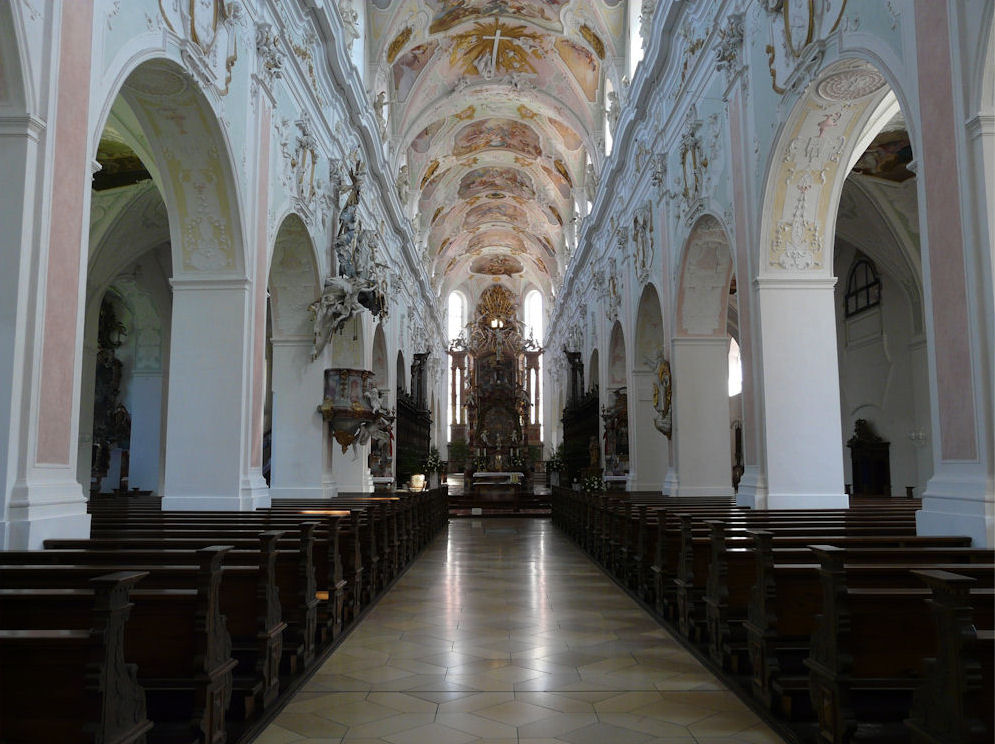
Wnętrze kościoła
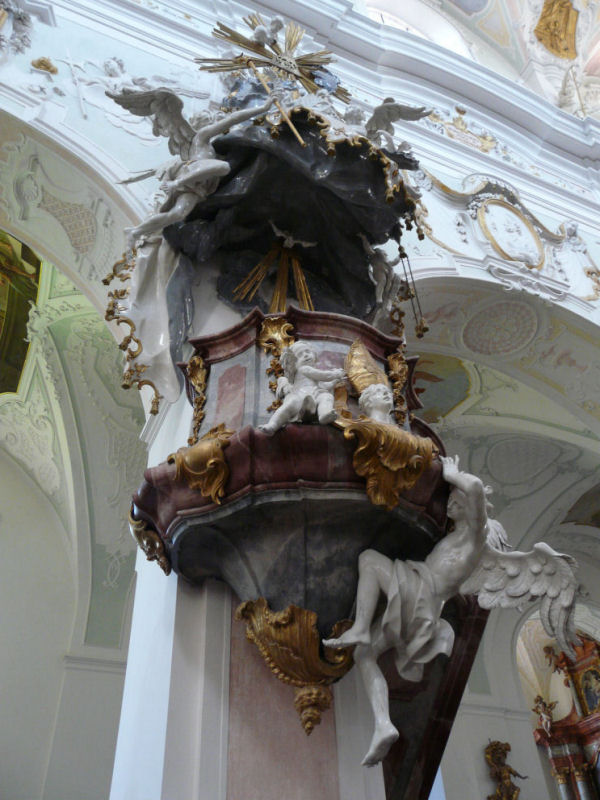
Ambona